# Гавриил (Динев)
Митрополит Гавриил (в миру Цветан Методиев Динев; 16 июля 1950, София) — епископ Болгарской православной церкви, митрополит Ловчанский.

## Биография
С 1953 до 1966 года семья Диневых находилась в командировке в Чехословакии, где он закончил своё основное образование.
По возвращении в Болгарию и окончании гимназии, осенью 1969 года был принят студентом в Высший инженерно-строительный институт в Софии. В эти годы он познакомился с епископом Левкийским Парфением и стал его духовным чадом.
С 1972 года начал посещать Клисурский монастырь святой Петки в пригороде Софии, где духовно окормлялся у русской по происхождению схиигумении Марии (Дохторовой). В 1973 году, окончив Высший инженерно-строительный институт, переехал на постоянной основе в монастырь, где исполнял различные послушания в помощь монахиням: «Сколько добра она сделала для меня, сколько сил и времени посвятила мне, обо всем и не расскажешь. Она старалась глубоко проникнуться состоянием моей души и необычайно терпеливо помогала мне избавляться от страстей и мирских привычек. Вся моя ветхая природа, подстрекаемая врагом спасения, вооружилась против подобного обновления, но я это понимал, всегда каялся и таким образом остался верным моей старице до конца ее дней. За сугубые проступки своих духовных чад матушка наказывала совершенно необычным способом: она сама несколько дней оставалась без пищи и питья. Более страшного порицания для любящих ее и быть не могло».
27 декабря 1979 года в Клисурском монастыре епископом Левкийским Парфением пострижен в монашество с именем Гавриил.
На Вознесение Господне 1980 года тем же епископом был рукоположен во иеродиакона и в день Святого Духа — во иеромонаха. По рукоположении получил назначение на игуменскую должность в Клисурский монастырь.
В 1984 году заочно закончил Софийскую духовную академию и осенью того же года направился на специализацию в Московскую духовную академию, где он трудился под руководством митрополита Волоколамского и Юрьевского Питирима.
24 мая 1986 году по благословению Священного Синода Болгарской Православной Церкви в Кирилло-Мефодиевском храме Московского болгарского подворья был возведён в достоинство архимандрита митрополитом Минским Филаретом (Вахромеевым).
В 1986 году получил степень кандидата богословия за диссертацию на тему: «Характерные черты подвига русских подвижников благочестия в XIX веке».
С сентября 1986 года по 1991 год возглавлял подворье Болгарской Православной Церкви в Москве. В этот период он завершён ремонт подворья, построено новое здание и часовня, реставрируются все храмовые иконы.
По возвращении в Болгарию был назначен протосингелом Софийской епархии. С 1994 года совмещал эту должность с игуменским служением в Клисурском монастыре.
Во время своего служения в Софии он показал себя ярым защитником Болгарской Православной Церкви и патриарха Максима, и противником деятельности альтернативного синода.
19 октября 1998 года в Рильском монастыре был рукоположен во епископа Макариопольского и назначен викарием Софийской епархии.
В 21 января 2001 года избран, а 28 января канонически утверждён митрополитом Ловчанским.
15 февраля 2013 года избран одним из трёх кандидатов на патриарший престол Болгарской Православной Церкви.

## Публикации
статьи
- Из воспоминаний о схиигумении Марии (Дохторовой) // Журнал Московской Патриархии. М., 1983. № 12. стр. 51-52.
- Преподобный Иоанн Рыльский, чудотворец // Журнал Московской Патриархии. М., 1985. № 5. стр. 55.
- С востока восходит солнце, с севера пришла свобода // Журнал Московской Патриархии. М., 1985. № 8. стр. 62.
- Вера и послушание (в Неделю 24-ю по Пятидесятнице) // Журнал Московской Патриархии. М., 1985. № 11. стр. 73-74.
- Молитва о воинах-братьях в МДА // Журнал Московской Патриархии. М., 1986. № 6. стр. 53.
- Богослужение в Болгарском подворье в Москве // Журнал Московской Патриархии. М., 1987. № 4. стр. 48-49.
- Празднование дня тезоименитства Патриарха Болгарского Максима в Москве // Журнал Московской Патриархии. М., 1987. № 5. стр. 58.
- Богослужение в Болгарском подворье // Журнал Московской Патриархии. М., 1987. № 9 (ЖМП). 60.
- Памяти Святейшего Патриарха Алексия // Журнал Московской Патриархии. М., 1988. № 4. стр. 56-58.
- 40-летие Болгарского подворья в Москве // Журнал Московской Патриархии. М., 1989. № 3. стр. 53-55.
- 110 лет со дня освобождения Болгарии от османского ига // Журнал Московской Патриархии. М., 1989. № 3. стр. 57.
- 3 марта — возрожденный национальный праздник Болгарии // Журнал Московской Патриархии. М., 1990. № 8. стр. 60.

интервью
- Ловечский митрополит Гавриил о своем визите в Москву и Коми (недоступная ссылка)
- Митрополит Ловчанский Гавриил: Россия становится сильнее
- Митрополит Гавриил: «Мы приняли решение не ехать на Критский собор независимо и по совести» // pravoslavie.ru, 17 июня 2016 г.